# 戈雅克 (多尔多涅省)
戈雅克（法語：Gaugeac，法語發音：[ɡoʒak]）是法国多尔多涅省的一个市镇，属于贝尔热拉克区。

## 地理
戈雅克（44°39'34"N, 0°52'48"E）面积10.17 平方千米，位于法国新阿基坦大区多爾多涅省，该省份为法国西南部内陆省份，是法國本土面积第三大的省，大致对应佩里戈尔地区，北起顺时针与夏朗德省、上维埃纳省、科雷兹省、洛特省、洛特-加龙省、吉倫特省和滨海夏朗德省接壤。
与戈雅克接壤的市镇（或旧市镇、城区）包括：马尔萨莱斯、比龙、卡普德罗、蒙帕济耶、苏洛尔、韦尔德比龙、帕朗凯、圣卡西安。

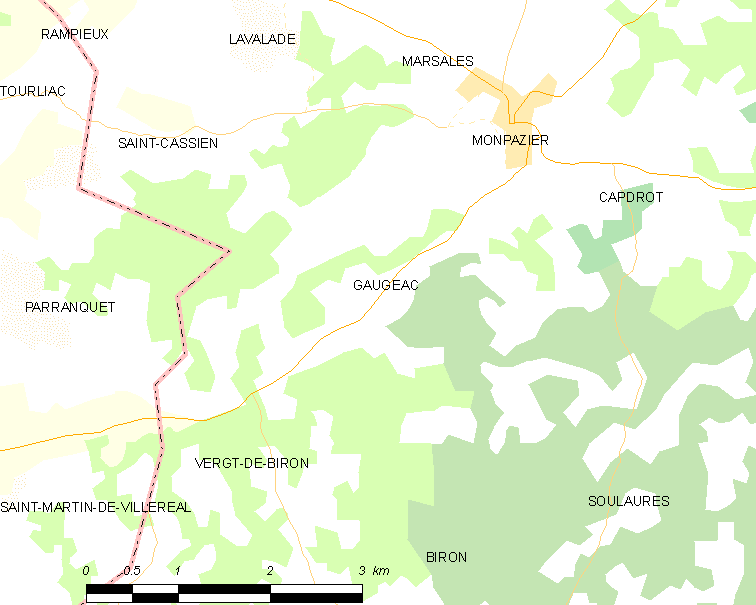
的OSM定位图

戈雅克的时区为UTC+01:00、UTC+02:00（夏令时）。

## 行政
戈雅克的邮政编码为24540，INSEE市镇编码为24195。

## 政治
戈雅克所属的省级选区为拉兰德县。

## 人口

1962-2008年间人口变化图示

戈雅克于2022年1月1日时的人口数量为107人。